# Hans Bourquin
Hans Bourquin   (valor desconegut, 16 d'octubre de 1914 - Sion, novembre 1997) fou un remer suís que va competir durant la dècada de 1920.
El 1928 va prendre part en els Jocs Olímpics d'Amsterdam, on disputà la prova del dos amb timoner del programa de rem. Formant equip amb els germans Hans i Karl Schöchlin guanyà la medalla d'or. N'era el timoner.